# Hans Jelen
Hans Jelen (5. ledna 1892 v Bílsku – 1. dubna 1977 v Norimberku) byl právník a hudební skladatel.

## Život
Navštěvoval střední školu ve Frýdku, kde studoval také hru na klavír a harmonii. V letech 1911–1916 studoval práva a hudební vědu ve Vídni. Od roku 1916 do roku 1919 absolvoval vojenskou službu v rakouské armádě. Po válce pokračoval ve studiu hudby ve Vídni. Od roku 1922 studoval v Praze a v roce 1924 získal doktorát práv. Od roku 1935 pracoval jako advokát v Žacléři a následně v Trutnově. V letech 1939–1945 působil v soudnictví. Roku 1946 byl odsunut do Německa, kde se věnoval výhradně komponování a výuce hudby.